# Hansenius spinosus
Espèce
Hansenius spinosus est une espèce de pseudoscorpions de la famille des Cheliferidae.

## Distribution
Cette espèce est endémique du Congo-Kinshasa. Elle se rencontre vers Zambi.

## Description
La femelle holotype mesure 2,69 mm.

## Publication originale
- Chamberlin, 1949 : New and little-known false scorpions from various parts of the world (Arachnida, Chelonethida), with notes on structural abnormalities in two species. American Museum Novitates, no 1430, p. 1-57 (texte intégral).